# موقع هوف الأثري
موقع هوف الأثري Huff Archeological Site هو قرية ماندان ما قبل التاريخ في شمال داكوتا يعود تاريخها إلى حوالي عام 1450. تم اكتشافه في أوائل القرن العشرين. تم تصنيف الموقع كمعلم تاريخي وطني، وهو أحد أفضل المواقع المحفوظة في تلك الفترة.

## الموقع
يقع الموقع بالقرب من بلدة هوف في مقاطعة مورتون، داكوتا الشمالية على ضفة نهر ميسوري. في ستينيات القرن العشرين، استعان الحفارون بمساعدة فيلق مهندسي الجيش الأمريكي لتثبيت ضفة النهر وحماية الموقع. وبسبب هذا، فإن معظم الموقع لم يتعرض لأي إزعاج.
يمكن رؤية التصميم المستطيل للقرية، والذي كان يشمل في السابق مئات النزل والتحصينات الخارجية، بسهولة على السطح في الموقع. يبلغ 2,000-قدم-long (610 م) الخندق لا يزال يحيط بالقرية من ثلاث جهات. تبلغ مساحة القرية 12 فدان من الأراضي بجوار ضفة النهر.

## تاريخه
كانت القرية مأهولة بالسكان منذ حوالي 200 عام قبل النفوذ الأوروبي. كان الناس الذين يعيشون هنا من المزارعين ويصطادون البيسون. بدا الصراع وكأنه مشكلة بالنسبة لهؤلاء الناس، حيث كانت المستوطنة محصنة بشكل كبير بالخنادق والحصون. كانت المباني داخل التحصينات كلها مستطيلة الشكل، باستثناء مبنى واحد، وحُفرت في حفر بعمق قدم أو قدمين. كانت أعمدة دعمهم مصنوعة من الأشجار من المنطقة المحيطة. تتجه مداخل جميع المباني نحو الجنوب الغربي، بعيدًا عن النهر. البيت الوحيد الذي يختلف عن الآخرين هو أنه ذو شكل مربع وزوايا مستديرة. تخطيط القرية مشابه للقرى الأخرى في ماندان من حيث أنها تحتوي على ساحة مركزية وهيكل احتفالي يفتح على الساحة.

## اليوم
اليوم، يحتوي الموقع على جولة سيرًا على الأقدام تتضمن علامات إعلامية وهو محمي من قبل الجمعية التاريخية لولاية داكوتا الشمالية كموقع تاريخي لولاية قرية هوف الهندية. يقيم شعب ماندان الآن في محمية فورت بيرثولد، داكوتا الشمالية. يُعتبر هذا الموقع جزءًا مهمًا من آثار داكوتا الشمالية، والتراث الأمريكي الأصلي.